# هيرويوكي ناكانو
هيرويوكي ناكانو (باليابانية: 中野裕之 ) (و. 1958  م) هو مخرج أفلام ياباني، ولد في فوکویاما، هيروشيما.

## التعليم
تعلم في جامعة واسيدا.

## وصلات خارجية
- هيرويوكي ناكانو على موقع IMDb (الإنجليزية)
- هيرويوكي ناكانو على موقع ألو سيني (الفرنسية)
- هيرويوكي ناكانو على موقع ميوزك برينز (الإنجليزية)
- هيرويوكي ناكانو على موقع أول موفي (الإنجليزية)
- هيرويوكي ناكانو على موقع قاعدة بيانات الفيلم (الإنجليزية)
- هيرويوكي ناكانو على موقع كينوبويسك (الروسية)